# Tadeusz Gajcy

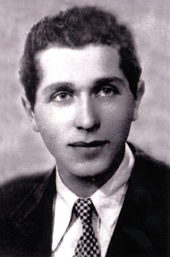
Tadeusz Gajcy (vor 1942)

Tadeusz Stefan Gajcy (* 1922 in Warschau; † 1944 ebenda) war ein polnischer Dichter der Zeit des Zweiten Weltkriegs, Soldat der Heimatarmee und Teilnehmer am Warschauer Aufstand. Er wird der sog. Generation der Kolumbusse zugerechnet.

## Leben
Die Vorfahren Gajcys stammten aus Ungarn. Er stammte aus einer armen Arbeiterfamilie. Er war im Gymnasium Mitschüler des späteren Generals Wojciech Jaruzelski. Beim Ausbruch des Zweiten Weltkriegs meldete er sich freiwillig zur polnischen Armee, wurde jedoch aufgrund seines jungen Alters abgewiesen. Er nahm an der Geheimunterrichtung in Warschau teil und legte dort 1941 das Abitur ab. Danach studierte er im Geheimen Polonistik. Seine Gedichte veröffentlichte er im Geheimverlag Sztuka i Naród.

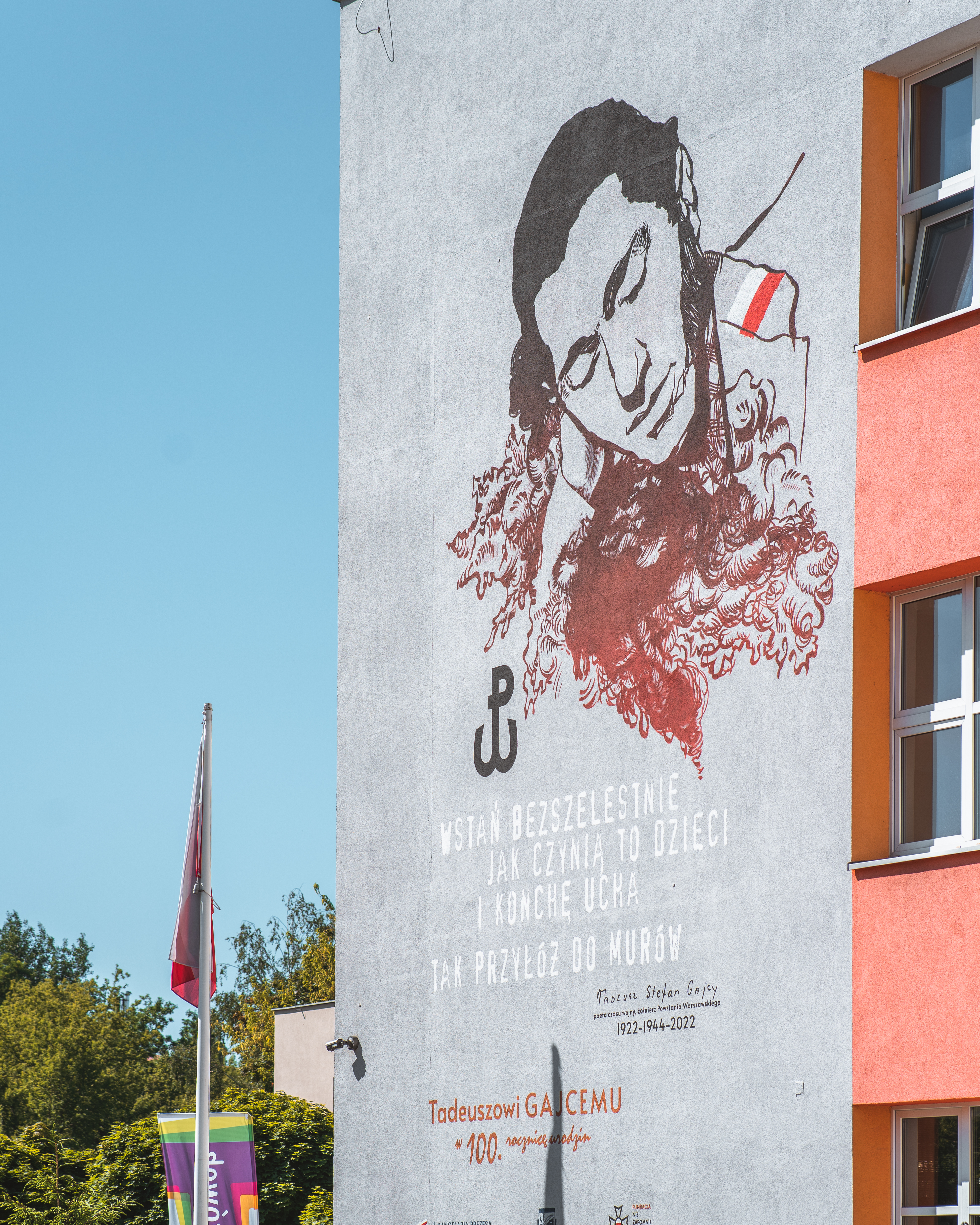
Mural mit dem Konterfei Gajcys zum 100. Geburtstag des Dichters an einer Grundschule in Warschau

Im Jahr 1943 nahm er an einer verbotenen Kranzniederlegung am Nikolaus-Kopernikus-Denkmal in Warschau teil. Hierbei wurde Wacław Bojarski tödlich angeschossen und Zdzisław Stroiński verhaftet, Gajcy gelang die Flucht. Während des Warschauer Aufstandes kämpfte er in der Warschauer Altstadt. Zusammen mit Zdzisław Stroiński starb er am 16. August 1944 bei der Sprengung eines Mietshauses durch die Wehrmacht. Er wurde nach dem Krieg auf dem Militärteil des Powązki-Friedhofs beigesetzt.

## Rezeption
Im Jahr 1995 veröffentlichte die Regisseurin Hanna Etemadi den Dokumentarfilm Tadeusz Gajcy.